# Liste des chefs du gouvernement espagnol
Cet article dresse la liste des présidents du gouvernement d'Espagne ou leur équivalent (chef du gouvernement) depuis 1705.
Entre cette date et 1833, durant l'Ancien Régime, la plus haute charge de l'exécutif était désignée comme secrétaire d'État. Plus tard, après l'avènement d'un système plus libéral introduisant la séparation des pouvoirs et jusqu'en 1939 on parle de président du Conseil des ministres. Dès 1938 cependant, Francisco Franco avait pris le titre de président du gouvernement, qui a été conservé par ses successeurs à la direction du gouvernement espagnol.

## Secrétaires d'État (1705-1833)

### Règne de Philippe V (1705-1724)
- 11 juillet 1705 - 15 avril 1714 : Pedro Fernández del Campo y Angulo, marquis de Mejorada
- 15 avril - 30 novembre 1714 : Manuel de Vadillo y Velasco
- 30 novembre 1714 - 14 janvier 1724 : José de Grimaldo, marquis de Grimaldo

### Règne de LouisIer(1724-1724)
- 14 janvier 1724 - 4 septembre 1724 : Juan Bautista Orendayn y Azpilcueta

### Règne de Philippe V (1724-1746)
- 4 septembre 1724 - 12 décembre 1725 : José de Grimaldo, marquis de Grimaldo
- 12 décembre 1725 - 14 avril 1726 : Juan Guillermo Riperdá, duc et baron de Ripperda
- 14 avril - 1er octobre 1726 : José de Grimaldo y Gutiérrez de Solorzano, marquis de Grimaldo
- 1er octobre 1726 - 21 novembre 1734 : Juan Bautista Orendayn y Azpilcueta, marquis de La Paz
- 21 novembre 1734 - 26 novembre 1734 : José de Patiño y Rosales
- 26 novembre 1734 - 4 décembre 1746 : Sebastián de la Cuadra y Llerena, premier marquis de Villarías

### Règne de Ferdinand VI (1746-1759)
- 4 décembre 1746 - 9 avril 1754 : José de Carvajal y Lancaster
- 9 avril 1754 - 15 mai 1754 : Fernando de Silva y Álvarez de Toledo, duc de Hueścar
- 15 mai 1754 - 10 août 1759 : Ricardo Wall y Devreux

### Règne de Charles III (1759-1788)
- 10 août 1759 - 9 octobre 1763 : Ricardo Wall y Devreux
- 9 octobre 1763 - 19 février 1777 : Pablo Jerónimo de Grimaldi y Pallavicini, marquis de Grimaldi
- 19 février 1777 - 14 décembre 1788 : José Moñino y Redondo, comte de Floridablanca

### Règne de Charles IV (1788-1808)
- 14 décembre 1788 - 28 février 1792 : José Moñino y Redondo, comte de Floridablanca
- 28 février 1792 - 15 novembre 1792 : Pedro Pablo Abarca de Bolea y Ximénez de Urrea
- 15 novembre 1792 - 28 mars 1798 : Manuel Godoy
- 30 mars 1798 - 21 février 1799 : Francisco de Saavedra y Sangronis
- 12 février 1799 - 13 décembre 1799 : Mariano Luis de Urquijo y Muga
- 13 décembre 1799 - 3 mars 1808 : Pedro Cevallos
- 3 - 19 mars 1808 : Gonzalo O'Farrill y Herrera

### Règne de Ferdinand VII (1808-1808)
- 19 mars 1808 - 7 juillet 1808 : Pedro Cevallos Guerra

### Règne de Joseph-NapoléonIer(1808-1813)
- 7 juillet 1808 - 27 juin 1813 : Mariano Luis de Urquijo y Muga
- 10 - 17 octobre 1813 : Juan O'Donoju O'Ryan
- 17 octobre - 3 décembre 1813 : Fernando de Laserna

### Règne de Ferdinand VII (1813-1834)
| Nom | Nom                                      | Dates du mandat         | Dates du mandat                                 | Souverain (dates de règne) |
| --- | ---------------------------------------- | ----------------------- | ----------------------------------------------- | -------------------------- |
|     | José Luyando                             | 3 décembre 1813         | 4 mai 1814 Intérim                              | Ferdinand VII (1813-1833)  |
|     | José Miguel de Carvajal-Vargas           | 4 mai 1814              | 15 novembre 1814                                | Ferdinand VII (1813-1833)  |
|     | Pedro Cevallos                           | 15 novembre 1814        | 24 janvier 1816                                 | Ferdinand VII (1813-1833)  |
|     | Juan Esteban Lozano de Torres            | 24 janvier 1816         | 26 janvier 1816                                 | Ferdinand VII (1813-1833)  |
|     | Pedro Cevallos                           | 26 janvier 1816         | 30 octobre 1816                                 | Ferdinand VII (1813-1833)  |
|     | José García de León y Pizarro            | 30 octobre 1816         | 14 septembre 1818                               | Ferdinand VII (1813-1833)  |
|     | Carlos Martínez de Irujo y Tacón         | 14 septembre 1818       | 12 juin 1819 Intérim                            | Ferdinand VII (1813-1833)  |
|     | Manuel González Salmón                   | 12 juin 1819            | 12 septembre 1819                               | Ferdinand VII (1813-1833)  |
|     | Joaquín José de Melgarejo y Saurín       | 12 septembre 1819       | 18 mars 1820                                    | Ferdinand VII (1813-1833)  |
|     | Juan Jabat Aztal                         | 18 mars 1820 Intérim    | 18 mars 1820 Intérim                            | Ferdinand VII (1813-1833)  |
|     | Evaristo Pérez de Castro Brito           | 18 mars 1820            | 2 mars 1821                                     | Ferdinand VII (1813-1833)  |
|     | Joaquín Anduaga Cuenca                   | 2 mars 1821             | 23 avril 1821 Intérim                           | Ferdinand VII (1813-1833)  |
|     | Francisco de Paula Escudero              | 23 avril 1821 Intérim   | 23 avril 1821 Intérim                           | Ferdinand VII (1813-1833)  |
|     | Eusebio Bardají y Azara                  | 23 avril 1821           | 8 janvier 1822                                  | Ferdinand VII (1813-1833)  |
|     | Ramón López Pelegrín                     | 30 janvier 1822         | 28 février 1822 Intérim                         | Ferdinand VII (1813-1833)  |
|     | Francisco Martínez de la Rosa            | 28 février 1822         | 5 août 1822                                     | Ferdinand VII (1813-1833)  |
|     | Evaristo Fernández San Miguel y Valledor | 5 août 1822             | 25 avril 1823 Intérim depuis le 28 février 1822 | Ferdinand VII (1813-1833)  |
|     | José Manuel Vadillo                      | 25 avril 1823           | 7 mai 1823 Intérim                              | Ferdinand VII (1813-1833)  |
|     | Santiago Usoz y Mozi                     | 7 mai 1823              | 13 mai 1823 Intérim                             | Ferdinand VII (1813-1833)  |
|     | José María Pando                         | 13 mai 1823             | 29 août 1823                                    | Ferdinand VII (1813-1833)  |
|     | Luis María de Salazar y Salazar          | 29 août 1823            | 4 septembre 1823 Intérim                        | Ferdinand VII (1813-1833)  |
|     | Juan Antonio Yandiola Garay              | 4 septembre 1823        | 6 septembre 1823 Intérim                        | Ferdinand VII (1813-1833)  |
|     | José Luyando                             | 6 septembre 1823        | 1er octobre 1823                                | Ferdinand VII (1813-1833)  |
|     | Víctor Damián Sáez y Sánchez-Mayor       | 25 avril 1823           | 2 décembre 1823 Intérim jusqu'au 7 août 1823    | Ferdinand VII (1813-1833)  |
|     | Carlos Martínez de Irujo y Tacón         | 2 décembre 1823         | 18 janvier 1824                                 | Ferdinand VII (1813-1833)  |
|     | Narciso Heredia y Begines de los Ríos    | 18 janvier 1824         | 11 juillet 1824                                 | Ferdinand VII (1813-1833)  |
|     | Luis María de Salazar y Salazar          | 11 juillet 1824 Intérim | 11 juillet 1824 Intérim                         | Ferdinand VII (1813-1833)  |
|     | Francisco Cea Bermúdez                   | 11 juillet 1824         | 24 octobre 1825                                 | Ferdinand VII (1813-1833)  |
|     | Pedro de Alcántara Álvarez de Toledo     | 24 octobre 1825         | 19 août 1826                                    | Ferdinand VII (1813-1833)  |
|     | Manuel González Salmón                   | 19 août 1826            | 20 janvier 1832                                 | Ferdinand VII (1813-1833)  |
|     | Francisco Tadeo Calomarde                | 20 janvier 1832         | 22 février 1832                                 | Ferdinand VII (1813-1833)  |
|     | Antonio de Saavedra y Frígola            | 22 février 1832         | 1er octobre 1832 Intérim                        | Ferdinand VII (1813-1833)  |
|     | José Cafranga Costilla                   | 1er octobre 1832        | 29 novembre 1832                                | Ferdinand VII (1813-1833)  |
|     | Francisco Cea Bermúdez                   | 29 novembre 1832        | 15 janvier 1834                                 | Ferdinand VII (1813-1833)  |

## Présidents du Conseil des ministres (1833-1939)

### Règne d'Isabelle II (1833-1868)
| Nom | Nom | Nom                                         | Dates du mandat   | Dates du mandat   | Parti                                      | Souverain (dates de règne)                                        |
| --- | --- | ------------------------------------------- | ----------------- | ----------------- | ------------------------------------------ | ----------------------------------------------------------------- |
| |     | Francisco Cea Bermúdez                      | 29 septembre 1833 | 15 janvier 1834   | Jovellaniste                               | Marie-Christine de Bourbon-Siciles régente du royaume (1833-1840) |
| |     | Francisco Martínez de la Rosa               | 15 janvier 1834   | 7 juin 1835       | Parti modéré                               | Marie-Christine de Bourbon-Siciles régente du royaume (1833-1840) |
| |     | José María Queipo de Llano Ruíz de Saravia  | 7 juin 1835       | 14 septembre 1835 | Parti modéré                               | Marie-Christine de Bourbon-Siciles régente du royaume (1833-1840) |
| |     | Miguel Ricardo de Álava                     | 14 septembre 1835 | 25 septembre 1835 | Parti progressiste                         | Marie-Christine de Bourbon-Siciles régente du royaume (1833-1840) |
| |     | Juan Álvarez Mendizábal                     | 25 septembre 1835 | 15 mai 1836       | Parti progressiste Intérim                 | Marie-Christine de Bourbon-Siciles régente du royaume (1833-1840) |
| |     | Francisco Javier de Istúriz                 | 15 mai 1836       | 14 août 1836      | Parti modéré Intérim                       | Marie-Christine de Bourbon-Siciles régente du royaume (1833-1840) |
| |     | José María Calatrava                        | 14 août 1836      | 18 août 1837      | Parti progressiste                         | Marie-Christine de Bourbon-Siciles régente du royaume (1833-1840) |
| |     | Baldomero Espartero                         | 18 août 1837      | 18 octobre 1837   | Parti progressiste                         | Marie-Christine de Bourbon-Siciles régente du royaume (1833-1840) |
| |     | Eusebio Bardají Azara                       | 18 octobre 1837   | 16 décembre 1837  | Parti modéré                               | Marie-Christine de Bourbon-Siciles régente du royaume (1833-1840) |
| |     | Narciso Heredia y Begines de los Ríos       | 16 décembre 1837  | 16 septembre 1838 | Parti modéré                               | Marie-Christine de Bourbon-Siciles régente du royaume (1833-1840) |
| |     | Bernardino Fernández de Velasco y Benavides | 16 septembre 1838 | 9 décembre 1838   | Parti modéré                               | Marie-Christine de Bourbon-Siciles régente du royaume (1833-1840) |
| |     | Evaristo Pérez de Castro Brito              | 9 décembre 1838   | 19 juillet 1840   | Parti modéré                               | Marie-Christine de Bourbon-Siciles régente du royaume (1833-1840) |
| |     | Antonio González y González                 | 20 juillet 1840   | 12 août 1840      | Parti progressiste                         | Marie-Christine de Bourbon-Siciles régente du royaume (1833-1840) |
| |     | Valentín Ferraz                             | 12 août 1840      | 28 août 1840      | Parti progressiste                         | Marie-Christine de Bourbon-Siciles régente du royaume (1833-1840) |
| |     | Modesto Cortázar                            | 28 juillet 1840   | 11 septembre 1840 | Parti progressiste                         | Marie-Christine de Bourbon-Siciles régente du royaume (1833-1840) |
| |     | Vicente Sancho                              | 11 septembre 1840 | 16 septembre 1840 | Parti progressiste                         | Marie-Christine de Bourbon-Siciles régente du royaume (1833-1840) |
| |     | Baldomero Espartero                         | 16 septembre 1840 | 12 octobre 1840   | Parti progressiste                         | Marie-Christine de Bourbon-Siciles régente du royaume (1833-1840) |
| |     | Baldomero Espartero                         | 12 octobre 1840   | 10 mai 1841       | Parti progressiste Gouvernement provisoire | Marie-Christine de Bourbon-Siciles régente du royaume (1833-1840) |
| Marie-Christine fut contrainte d'abandonner la régence au général Espartero et de partir en exil, sortant d'Espagne le 17 octobre 1840. |     |                                             |                   |                   |                                            |                                                                   |
| |     | Joaquín María Ferrer y Echevarría           | 10 mai 1841       | 20 mai 1841       | Parti progressiste                         | Baldomero Espartero régent du royaume (1841-1843)                 |
| |     | Antonio González y González                 | 20 mai 1841       | 17 juin 1842      | Parti progressiste                         | Baldomero Espartero régent du royaume (1841-1843)                 |
| |     | José Ramón Rodil y Campillo                 | 17 juin 1842      | 9 mai 1843        | Parti progressiste                         | Baldomero Espartero régent du royaume (1841-1843)                 |
| |     | Joaquín María López                         | 9 mai 1843        | 19 mai 1843       | Parti progressiste                         | Baldomero Espartero régent du royaume (1841-1843)                 |
| |     | Álvaro Gómez Becerra                        | 19 mai 1843       | 23 juillet 1843   | Parti progressiste                         | Baldomero Espartero régent du royaume (1841-1843)                 |
| Avec la chute d'Espartero, l'ensemble de la classe politique et militaire s'accorde pour convenir qu'il ne faut pas instaurer une nouvelle régence, mais plutôt reconnaître la majorité de la reine, bien qu'Isabelle n'ait que treize ans. |     |                                             |                   |                   |                                            |                                                                   |
| |     | Joaquín María López                         | 23 juillet 1843   | 20 novembre 1843  | Parti progressiste                         | Isabelle II reine d'Espagne (1843-1868)                           |
| |     | Salustiano Olózaga                          | 20 novembre 1843  | 29 novembre 1843  | Parti progressiste                         | Isabelle II reine d'Espagne (1843-1868)                           |
| |     | Luis González Bravo                         | 29 novembre 1843  | 3 mai 1844        | Parti modéré                               | Isabelle II reine d'Espagne (1843-1868)                           |
| |     | Ramón María Narváez y Campos                | 3 mai 1844        | 11 février 1846   | Parti modéré                               | Isabelle II reine d'Espagne (1843-1868)                           |
| |     | Manuel Pando Fernández de Pineda            | 11 février 1846   | 16 mars 1846      | Parti modéré                               | Isabelle II reine d'Espagne (1843-1868)                           |
| |     | Ramón María Narváez y Campos                | 16 mars 1846      | 5 avril 1846      | Parti modéré                               | Isabelle II reine d'Espagne (1843-1868)                           |
| |     | Francisco Javier de Istúriz                 | 5 avril 1846      | 28 janvier 1847   | Parti modéré                               | Isabelle II reine d'Espagne (1843-1868)                           |
| |     | Carlos Martínez de Irujo y McKean           | 28 janvier 1847   | 28 mars 1847      | Parti modéré                               | Isabelle II reine d'Espagne (1843-1868)                           |
| |     | Joaquín Francisco Pacheco                   | 28 mars 1847      | 31 août 1847      | Parti modéré                               | Isabelle II reine d'Espagne (1843-1868)                           |
| |     | Florencio García Goyena                     | 31 août 1847      | 4 octobre 1847    | Parti modéré                               | Isabelle II reine d'Espagne (1843-1868)                           |
| |     | Ramón María Narváez y Campos                | 4 octobre 1847    | 19 octobre 1849   | Parti modéré                               | Isabelle II reine d'Espagne (1843-1868)                           |
| |     | Serafín María de Soto                       | 19 octobre 1849   | 20 octobre 1849   | Parti modéré                               | Isabelle II reine d'Espagne (1843-1868)                           |
| |     | Ramón María Narváez y Campos                | 20 octobre 1849   | 10 janvier 1851   | Parti modéré                               | Isabelle II reine d'Espagne (1843-1868)                           |
| |     | Juan Bravo Murillo                          | 10 janvier 1851   | 14 décembre 1852  | Parti modéré                               | Isabelle II reine d'Espagne (1843-1868)                           |
| |     | Federico Roncali                            | 14 décembre 1852  | 14 avril 1853     | Parti modéré                               | Isabelle II reine d'Espagne (1843-1868)                           |
| |     | Francisco Lersundi y Hormaechea             | 14 avril 1853     | 19 septembre 1853 | Parti modéré                               | Isabelle II reine d'Espagne (1843-1868)                           |
| |     | Luis José Sartorius Tapia                   | 19 septembre 1853 | 17 juillet 1854   | Parti modéré                               | Isabelle II reine d'Espagne (1843-1868)                           |
| |     | Fernando Fernández de Córdova               | 17 juillet 1854   | 18 juillet 1854   | Parti modéré                               | Isabelle II reine d'Espagne (1843-1868)                           |
| |     | Ángel de Saavedra                           | 18 juillet 1854   | 19 juillet 1854   | Parti modéré                               | Isabelle II reine d'Espagne (1843-1868)                           |
| |     | Baldomero Espartero                         | 19 juillet 1854   | 14 juillet 1856   | Parti progressiste                         | Isabelle II reine d'Espagne (1843-1868)                           |
| |     | Leopoldo O'Donnell                          | 14 juillet 1856   | 12 octobre 1856   | Union libérale                             | Isabelle II reine d'Espagne (1843-1868)                           |
| |     | Ramón María Narváez y Campos                | 12 octobre 1856   | 15 octobre 1857   | Parti modéré                               | Isabelle II reine d'Espagne (1843-1868)                           |
| |     | Francisco Armero Peñaranda                  | 15 octobre 1857   | 14 janvier 1858   | Parti modéré                               | Isabelle II reine d'Espagne (1843-1868)                           |
| |     | Francisco Javier de Istúriz                 | 14 janvier 1858   | 30 juin 1858      | Parti modéré                               | Isabelle II reine d'Espagne (1843-1868)                           |
| |     | Leopoldo O'Donnell                          | 30 juin 1858      | 2 mars 1863       | Union libérale                             | Isabelle II reine d'Espagne (1843-1868)                           |
| |     | Manuel Pando Fernández de Pineda            | 2 mars 1863       | 17 janvier 1864   | Parti modéré                               | Isabelle II reine d'Espagne (1843-1868)                           |
| |     | Lorenzo Arrazola García                     | 17 janvier 1864   | 1er mars 1864     | Parti modéré                               | Isabelle II reine d'Espagne (1843-1868)                           |
| |     | Alejandro Mon y Menéndez                    | 1er mars 1864     | 16 septembre 1864 | Parti modéré                               | Isabelle II reine d'Espagne (1843-1868)                           |
| |     | Ramón María Narváez y Campos                | 16 septembre 1864 | 21 juin 1865      | Parti modéré                               | Isabelle II reine d'Espagne (1843-1868)                           |
| |     | Leopoldo O'Donnell                          | 21 juin 1865      | 10 juillet 1866   | Union libérale                             | Isabelle II reine d'Espagne (1843-1868)                           |
| |     | Ramón María Narváez y Campos                | 10 juillet 1866   | 23 avril 1868     | Parti modéré                               | Isabelle II reine d'Espagne (1843-1868)                           |
| |     | Luis González Bravo                         | 23 avril 1868     | 19 septembre 1868 | Parti modéré                               | Isabelle II reine d'Espagne (1843-1868)                           |
| |     | José Gutiérrez de la Concha                 | 19 septembre 1868 | 30 septembre 1868 | Parti modéré                               | Isabelle II reine d'Espagne (1843-1868)                           |

### Sexenio democrático(1868-1874)
| Nom | Nom | Nom                        | Dates du mandat   | Dates du mandat  | Parti              | Souverain (dates de règne)                      |
| --- | --- | -------------------------- | ----------------- | ---------------- | ------------------ | ----------------------------------------------- |
| |     | Pascual Madoz Ibáñez       | 30 septembre 1868 | 3 octobre 1868   | Parti progressiste | Junte provisoire Révolutionnaire (1868-1869)    |
| |     | Joaquín Aguirre de la Peña | 3 octobre 1868    | 3 octobre 1868   | Parti progressiste | Junte provisoire Révolutionnaire (1868-1869)    |
| |     | Francisco Serrano          | 3 octobre 1868    | 25 février 1869  | Union libérale     | Junte provisoire Révolutionnaire (1868-1869)    |
| |     | Francisco Serrano          | 25 février 1869   | 18 juin 1869     | Union libérale     | Junte provisoire Révolutionnaire (1868-1869)    |
| En 1871, Francisco Serrano est déclaré régent du royaume et assume les fonctions constitutionnelles (Constitution de 1869) de chef de l’État. |     |                            |                   |                  |                    |                                                 |
| |     | Juan Prim                  | 18 juin 1869      | 16 novembre 1870 | Parti progressiste | Francisco Serrano régent du royaume (1869-1871) |

#### Règne d'AmédéeIer(1871-1873)
| Nom | Nom | Nom                    | Dates du mandat  | Dates du mandat  | Parti                   | Souverain (dates de règne)           |
| --- | --- | ---------------------- | ---------------- | ---------------- | ----------------------- | ------------------------------------ |
|     |     | Juan Prim              | 16 novembre 1870 | 27 décembre 1870 | Parti progressiste      | Amédée Ier roi d'Espagne (1871-1873) |
|     |     | Juan Bautista Topete   | 27 décembre 1870 | 4 janvier 1871   | Union libérale          | Amédée Ier roi d'Espagne (1871-1873) |
|     |     | Francisco Serrano      | 4 janvier 1871   | 24 juillet 1871  | Union libérale          | Amédée Ier roi d'Espagne (1871-1873) |
|     |     | Manuel Ruiz Zorrilla   | 24 juillet 1871  | 5 octobre 1871   | Parti démocrate-radical | Amédée Ier roi d'Espagne (1871-1873) |
|     |     | José Malcampo          | 5 octobre 1871   | 21 décembre 1871 | Parti constitutionnel   | Amédée Ier roi d'Espagne (1871-1873) |
|     |     | Práxedes Mateo Sagasta | 21 décembre 1871 | 26 mai 1872      | Parti constitutionnel   | Amédée Ier roi d'Espagne (1871-1873) |
|     |     | Francisco Serrano      | 26 mai 1872      | 13 juin 1872     | (groupe conservateur)   | Amédée Ier roi d'Espagne (1871-1873) |
|     |     | Manuel Ruiz Zorrilla   | 13 juin 1872     | 11 février 1873  | Parti démocrate-radical | Amédée Ier roi d'Espagne (1871-1873) |

#### Première République (1873-1874)
Durant la Première République, le président du Conseil des ministres est également chef de l'État comme président du Pouvoir exécutif de la République espagnole jusqu'au 26 février 1874.
| Nom | Nom | Nom                           | Dates du mandat  | Dates du mandat  | Parti                                  | Régime                                    |
| --- | --- | ----------------------------- | ---------------- | ---------------- | -------------------------------------- | ----------------------------------------- |
|     |     | Estanislao Figueras y Moragas | 11 février 1873  | 11 juin 1873     | Parti républicain démocratique fédéral | Première République espagnole (1873-1874) |
|     |     | Francisco Pi y Margall        | 11 juin 1873     | 18 juillet 1873  | Parti républicain démocratique fédéral | Première République espagnole (1873-1874) |
|     |     | Nicolás Salmerón              | 18 juillet 1873  | 7 septembre 1873 | Parti républicain démocratique fédéral | Première République espagnole (1873-1874) |
|     |     | Emilio Castelar y Ripoll      | 7 septembre 1873 | 3 janvier 1874   | Parti républicain démocratique fédéral | Première République espagnole (1873-1874) |
|     |     | Francisco Serrano             | 3 janvier 1874   | 26 février 1874  | Groupe conservateur                    | Première République espagnole (1873-1874) |
|     |     | Juan de Zavala                | 26 février 1874  | 3 septembre 1874 | Groupe conservateur                    | Première République espagnole (1873-1874) |
|     |     | Práxedes Mateo Sagasta        | 3 septembre 1874 | 29 décembre 1874 | Parti constitutionnel                  | Première République espagnole (1873-1874) |

### Règne d'Alphonse XII (1874-1885)
| Nom | Nom | Nom                           | Dates du mandat   | Dates du mandat   | Parti              | Souverain (dates de règne)             |
| --- | --- | ----------------------------- | ----------------- | ----------------- | ------------------ | -------------------------------------- |
|     |     | Antonio Cánovas del Castillo  | 31 décembre 1874  | 12 septembre 1875 | Parti conservateur | Alphonse XII roi d'Espagne (1874-1885) |
|     |     | Joaquín Jovellar              | 12 septembre 1875 | 2 décembre 1875   | Parti conservateur | Alphonse XII roi d'Espagne (1874-1885) |
|     |     | Antonio Cánovas del Castillo  | 2 décembre 1875   | 7 mars 1879       | Parti conservateur | Alphonse XII roi d'Espagne (1874-1885) |
|     |     | Arsenio Martínez-Campos Antón | 7 mars 1879       | 9 décembre 1879   | Parti conservateur | Alphonse XII roi d'Espagne (1874-1885) |
|     |     | Antonio Cánovas del Castillo  | 9 décembre 1879   | 8 février 1881    | Parti conservateur | Alphonse XII roi d'Espagne (1874-1885) |
|     |     | Práxedes Mateo Sagasta        | 8 février 1881    | 13 octobre 1883   | Parti libéral      | Alphonse XII roi d'Espagne (1874-1885) |
|     |     | José de Posada Herrera        | 13 octobre 1883   | 18 janvier 1884   | Parti libéral      | Alphonse XII roi d'Espagne (1874-1885) |
|     |     | Antonio Cánovas del Castillo  | 18 janvier 1884   | 25 novembre 1885  | Parti conservateur | Alphonse XII roi d'Espagne (1874-1885) |

### Régence de Marie-Christine d'Autriche puis règne d'Alphonse XIII (1885-1931)
| Nom | Nom | Nom                           | Dates du mandat   | Dates du mandat   | Parti                       | Souverain (dates de règne)                                |
| --- | --- | ----------------------------- | ----------------- | ----------------- | --------------------------- | --------------------------------------------------------- |
| |     | Práxedes Mateo Sagasta        | 27 novembre 1885  | 5 juillet 1890    | Parti libéral               | Marie-Christine d'Autriche régente du royaume (1885-1902) |
| |     | Antonio Cánovas del Castillo  | 5 juillet 1890    | 11 décembre 1892  | Parti conservateur          | Marie-Christine d'Autriche régente du royaume (1885-1902) |
| |     | Práxedes Mateo Sagasta        | 11 décembre 1892  | 23 mars 1895      | Parti libéral               | Marie-Christine d'Autriche régente du royaume (1885-1902) |
| |     | Antonio Cánovas del Castillo  | 23 mars 1895      | 8 août 1897       | Parti conservateur          | Marie-Christine d'Autriche régente du royaume (1885-1902) |
| |     | Marcelo Azcárraga Palmero     | 8 août 1897       | 4 octobre 1897    | Parti conservateur          | Marie-Christine d'Autriche régente du royaume (1885-1902) |
| |     | Práxedes Mateo Sagasta        | 4 octobre 1897    | 4 mars 1899       | Parti libéral               | Marie-Christine d'Autriche régente du royaume (1885-1902) |
| |     | Francisco Silvela             | 4 mars 1899       | 23 octobre 1900   | Parti conservateur          | Marie-Christine d'Autriche régente du royaume (1885-1902) |
| |     | Marcelo Azcárraga Palmero     | 23 octobre 1900   | 6 mars 1901       | Parti conservateur          | Marie-Christine d'Autriche régente du royaume (1885-1902) |
| |     | Práxedes Mateo Sagasta        | 6 mars 1901       | 6 décembre 1902   | Parti libéral               | Marie-Christine d'Autriche régente du royaume (1885-1902) |
| En 1902, le roi Alphonse XIII, âgé de 16 ans, est déclaré majeur et assume les fonctions constitutionnelles de chef de l'État. |     |                               |                   |                   |                             |                                                           |
| |     | Francisco Silvela             | 6 décembre 1902   | 20 juillet 1903   | Parti conservateur          | Alphonse XIII roi d'Espagne (1902-1931)                   |
| |     | Raimundo Fernández Villaverde | 20 juillet 1903   | 5 décembre 1903   | Parti conservateur          | Alphonse XIII roi d'Espagne (1902-1931)                   |
| |     | Antonio Maura                 | 5 décembre 1903   | 16 décembre 1904  | Parti conservateur          | Alphonse XIII roi d'Espagne (1902-1931)                   |
| |     | Marcelo Azcárraga Palmero     | 16 décembre 1904  | 27 janvier 1905   | Parti conservateur          | Alphonse XIII roi d'Espagne (1902-1931)                   |
| |     | Raimundo Fernández Villaverde | 27 janvier 1905   | 23 juin 1905      | Parti conservateur          | Alphonse XIII roi d'Espagne (1902-1931)                   |
| |     | Eugenio Montero Ríos          | 23 juin 1905      | 1er décembre 1905 | Parti libéral               | Alphonse XIII roi d'Espagne (1902-1931)                   |
| |     | Segismundo Moret              | 1er décembre 1905 | 6 juillet 1906    | Parti libéral               | Alphonse XIII roi d'Espagne (1902-1931)                   |
| |     | José López Domínguez          | 6 juillet 1906    | 30 novembre 1906  | Parti libéral               | Alphonse XIII roi d'Espagne (1902-1931)                   |
| |     | Segismundo Moret              | 30 novembre 1906  | 4 décembre 1906   | Parti libéral               | Alphonse XIII roi d'Espagne (1902-1931)                   |
| |     | Antonio Aguilar               | 4 décembre 1906   | 25 janvier 1907   | Parti libéral               | Alphonse XIII roi d'Espagne (1902-1931)                   |
| |     | Antonio Maura                 | 25 janvier 1907   | 21 octobre 1909   | Parti conservateur          | Alphonse XIII roi d'Espagne (1902-1931)                   |
| |     | Segismundo Moret              | 21 octobre 1909   | 9 février 1910    | Parti libéral               | Alphonse XIII roi d'Espagne (1902-1931)                   |
| |     | José Canalejas                | 9 février 1910    | 12 novembre 1912  | Parti libéral               | Alphonse XIII roi d'Espagne (1902-1931)                   |
| |     | Manuel García Prieto          | 12 novembre 1912  | 14 novembre 1912  | Parti libéral               | Alphonse XIII roi d'Espagne (1902-1931)                   |
| |     | Álvaro de Figueroa y Torres   | 14 novembre 1912  | 27 octobre 1913   | Parti libéral               | Alphonse XIII roi d'Espagne (1902-1931)                   |
| |     | Eduardo Dato Iradier          | 27 octobre 1913   | 9 décembre 1915   | Parti conservateur          | Alphonse XIII roi d'Espagne (1902-1931)                   |
| |     | Álvaro de Figueroa y Torres   | 9 décembre 1915   | 19 avril 1917     | Parti libéral               | Alphonse XIII roi d'Espagne (1902-1931)                   |
| |     | Manuel García Prieto          | 19 avril 1917     | 11 juin 1917      | Parti libéral               | Alphonse XIII roi d'Espagne (1902-1931)                   |
| |     | Eduardo Dato Iradier          | 11 juin 1917      | 3 novembre 1917   | Parti conservateur          | Alphonse XIII roi d'Espagne (1902-1931)                   |
| |     | Manuel García Prieto          | 3 novembre 1917   | 22 mars 1918      | Parti libéral               | Alphonse XIII roi d'Espagne (1902-1931)                   |
| |     | Antonio Maura                 | 22 mars 1918      | 9 novembre 1918   | Parti conservateur          | Alphonse XIII roi d'Espagne (1902-1931)                   |
| |     | Manuel García Prieto          | 9 novembre 1918   | 5 décembre 1918   | Parti libéral               | Alphonse XIII roi d'Espagne (1902-1931)                   |
| |     | Álvaro de Figueroa y Torres   | 5 décembre 1918   | 15 avril 1919     | Parti libéral               | Alphonse XIII roi d'Espagne (1902-1931)                   |
| |     | Antonio Maura                 | 15 avril 1919     | 20 juillet 1919   | Parti conservateur          | Alphonse XIII roi d'Espagne (1902-1931)                   |
| |     | Joaquín Sánchez de Toca Calvo | 20 juillet 1919   | 12 décembre 1919  | Parti conservateur          | Alphonse XIII roi d'Espagne (1902-1931)                   |
| |     | Manuel Allendesalazar         | 12 décembre 1919  | 5 mai 1920        | Parti conservateur          | Alphonse XIII roi d'Espagne (1902-1931)                   |
| |     | Gabino Bugallal               | 8 mars 1921       | 13 mars 1921      | Parti conservateur          | Alphonse XIII roi d'Espagne (1902-1931)                   |
| |     | Manuel Allendesalazar         | 13 mars 1921      | 14 août 1921      | Parti conservateur          | Alphonse XIII roi d'Espagne (1902-1931)                   |
| |     | Antonio Maura                 | 14 août 1921      | 8 mars 1922       | Parti conservateur          | Alphonse XIII roi d'Espagne (1902-1931)                   |
| |     | José Sánchez Guerra           | 8 mars 1922       | 7 décembre 1922   | Parti conservateur          | Alphonse XIII roi d'Espagne (1902-1931)                   |
| |     | Manuel García Prieto          | 7 décembre 1922   | 5 juillet 1923    | Parti libéral               | Alphonse XIII roi d'Espagne (1902-1931)                   |
| |     | Miguel Primo de Rivera        | 5 juillet 1923    | 30 janvier 1930   | Union patriotique Dictature | Alphonse XIII roi d'Espagne (1902-1931)                   |
| |     | Dámaso Berenguer              | 30 janvier 1930   | 18 février 1931   | Militaire Dictature         | Alphonse XIII roi d'Espagne (1902-1931)                   |
| |     | Juan Bautista Aznar-Cabañas   | 18 février 1931   | 14 avril 1931     | Militaire Dictature         | Alphonse XIII roi d'Espagne (1902-1931)                   |

### Seconde République espagnole (1931-1939)
| Nom | Nom | Nom                       | Dates du mandat | Dates du mandat   | Dates du mandat   | Parti                                                   | Présidents (dates de gouvernement)                                  |
| --- | --- | ------------------------- | --------------- | ----------------- | ----------------- | ------------------------------------------------------- | ------------------------------------------------------------------- |
| |     | Niceto Alcalá-Zamora      | •               | 14 avril 1931     | 14 octobre 1931   | Droite libérale républicaine                            | Gouvernements provisoires de la Seconde République espagnole (1931) |
| |     | Manuel Azaña              | •               | 14 octobre 1931   | 16 décembre 1931  | Action républicaine                                     | Gouvernements provisoires de la Seconde République espagnole (1931) |
| Le 10 décembre 1931, Niceto Alcalá-Zamora est élu président de la République par les voix de 362 députés. |     |                           |                 |                   |                   |                                                         |                                                                     |
| |     | Manuel Azaña              | •               | 16 décembre 1931  | 12 septembre 1933 | Action républicaine                                     | Niceto Alcalá Zamora président de la République (1931-1936)         |
| |     | Alejandro Lerroux         | •               | 12 septembre 1933 | 9 octobre 1933    | Parti républicain radical                               | Niceto Alcalá Zamora président de la République (1931-1936)         |
| |     | Diego Martínez Barrio     | •               | 9 octobre 1933    | 16 décembre 1933  | Parti républicain radical                               | Niceto Alcalá Zamora président de la République (1931-1936)         |
| |     | Alejandro Lerroux         | •               | 16 décembre 1933  | 28 avril 1934     | Parti républicain radical                               | Niceto Alcalá Zamora président de la République (1931-1936)         |
| |     | Ricardo Samper            | •               | 28 avril 1934     | 4 octobre 1934    | Parti républicain radical                               | Niceto Alcalá Zamora président de la République (1931-1936)         |
| |     | Alejandro Lerroux         | •               | 4 octobre 1934    | 25 septembre 1935 | Parti républicain radical                               | Niceto Alcalá Zamora président de la République (1931-1936)         |
| |     | Joaquín Chapaprieta       | •               | 25 septembre 1935 | 14 décembre 1935  | Indépendant                                             | Niceto Alcalá Zamora président de la République (1931-1936)         |
| |     | Manuel Portela Valladares | •               | 14 décembre 1935  | 19 février 1936   | Parti du centre démocratique                            | Niceto Alcalá Zamora président de la République (1931-1936)         |
| |     | Manuel Azaña              | •               | 19 février 1936   | 11 mai 1936       | Gauche républicaine                                     | Niceto Alcalá Zamora président de la République (1931-1936)         |
| Après sa nomination le 19 février 1936, il sera élu président de la République le 11 mai.                 |     |                           |                 |                   |                   |                                                         | Niceto Alcalá Zamora président de la République (1931-1936)         |
| |     | Augusto Barcia Trelles    | •               | 11 mai 1936       | 13 mai 1936       | Gauche républicaine                                     | Manuel Azaña président de la République (1936-1939)                 |
| |     | Santiago Casares Quiroga  | •               | 13 mai 1936       | 19 juillet 1936   | Gauche républicaine                                     | Manuel Azaña président de la République (1936-1939)                 |
| |     | Diego Martínez Barrio     | •               | 19 juillet 1936   | 19 juillet 1936   | Union républicaine                                      | Manuel Azaña président de la République (1936-1939)                 |
| |     | José Giral                | •               | 19 juillet 1936   | 4 septembre 1936  | Gauche républicaine                                     | Manuel Azaña président de la République (1936-1939)                 |
| |     | Francisco Largo Caballero | •               | 4 septembre 1936  | 17 mai 1937       | Parti socialiste ouvrier espagnol                       | Manuel Azaña président de la République (1936-1939)                 |
| |     | Juan Negrín               | •               | 17 mai 1937       | 5 mars 1939       | Parti socialiste ouvrier espagnol                       | Manuel Azaña président de la République (1936-1939)                 |
| |     | José Miaja                | •               | 5 mars 1939       | 1er avril 1939    | Président du Conseil national de la Défense (militaire) | Manuel Azaña président de la République (1936-1939)                 |

## Présidents du gouvernement (depuis 1938)

### Dictature franquiste (1936-1975)
| Nom | Nom | Nom                                      | Dates du mandat | Dates du mandat                     | Parti      | Chef d'État (dates de gouvernement)                   |
| --- | --- | ---------------------------------------- | --------------- | ----------------------------------- | ---------- | ----------------------------------------------------- |
|     |     | Francisco Franco                         | 1               | 31 janvier 1938 – 9 juin 1973       | Movimiento | Francisco Franco chef de l'État, caudillo (1936-1975) |
| 2   |     | Francisco Franco                         |                 | 31 janvier 1938 – 9 juin 1973       | Movimiento | Francisco Franco chef de l'État, caudillo (1936-1975) |
| 3   |     | Francisco Franco                         |                 | 31 janvier 1938 – 9 juin 1973       | Movimiento | Francisco Franco chef de l'État, caudillo (1936-1975) |
| 4   |     | Francisco Franco                         |                 | 31 janvier 1938 – 9 juin 1973       | Movimiento | Francisco Franco chef de l'État, caudillo (1936-1975) |
| 5   |     | Francisco Franco                         |                 | 31 janvier 1938 – 9 juin 1973       | Movimiento | Francisco Franco chef de l'État, caudillo (1936-1975) |
| 6   |     | Francisco Franco                         |                 | 31 janvier 1938 – 9 juin 1973       | Movimiento | Francisco Franco chef de l'État, caudillo (1936-1975) |
| 7   |     | Francisco Franco                         |                 | 31 janvier 1938 – 9 juin 1973       | Movimiento | Francisco Franco chef de l'État, caudillo (1936-1975) |
| 8   |     | Francisco Franco                         |                 | 31 janvier 1938 – 9 juin 1973       | Movimiento | Francisco Franco chef de l'État, caudillo (1936-1975) |
| 9   |     | Francisco Franco                         |                 | 31 janvier 1938 – 9 juin 1973       | Movimiento | Francisco Franco chef de l'État, caudillo (1936-1975) |
| 10  |     | Francisco Franco                         |                 | 31 janvier 1938 – 9 juin 1973       | Movimiento | Francisco Franco chef de l'État, caudillo (1936-1975) |
| 11  |     | Francisco Franco                         |                 | 31 janvier 1938 – 9 juin 1973       | Movimiento | Francisco Franco chef de l'État, caudillo (1936-1975) |
| 12  |     | Francisco Franco                         |                 | 31 janvier 1938 – 9 juin 1973       | Movimiento | Francisco Franco chef de l'État, caudillo (1936-1975) |
|     |     | Luis Carrero Blanco                      | 13              | 9 juin – 20 décembre 1973           | Movimiento | Francisco Franco chef de l'État, caudillo (1936-1975) |
|     |     | Torcuato Fernández Miranda (par intérim) | 13              | 20 – 31 décembre 1973               | Movimiento | Francisco Franco chef de l'État, caudillo (1936-1975) |
|     |     | Carlos Arias Navarro                     | 14              | 31 décembre 1973 – 22 novembre 1975 | Movimiento | Francisco Franco chef de l'État, caudillo (1936-1975) |
| 15  |     | Carlos Arias Navarro                     |                 | 31 décembre 1973 – 22 novembre 1975 | Movimiento | Francisco Franco chef de l'État, caudillo (1936-1975) |

### Règne de Juan CarlosIer(1975-2014)
Le roi Juan Carlos Ier entame son règne à la mort de Franco, en 1975. S'ensuit la « transition démocratique espagnole », au cours de laquelle les partis politiques sont légalisés, la démocratie restaurée et une nouvelle Constitution adoptée en 1978. Celle-ci conserve, pour le chef de l'exécutif, le titre de « président du gouvernement ».
| Nom | Nom         | Nom                                | Dates du mandat       | Dates du mandat                   | Parti                             | Législature (élection) | Souverain (dates de règne)                |
| --- | ----------- | ---------------------------------- | --------------------- | --------------------------------- | --------------------------------- | ---------------------- | ----------------------------------------- |
|     |             | Carlos Arias Navarro               | 1                     | 22 novembre 1975 – 2 juillet 1976 | Movimiento                        | Aucune                 | Juan Carlos Ier roi d'Espagne (1975-2014) |
|     |             | Fernando de Santiago (par intérim) | 1                     | 2 – 5 juillet 1976                | Movimiento                        | Aucune                 | Juan Carlos Ier roi d'Espagne (1975-2014) |
|     |             | Adolfo Suárez                      | 1                     | 5 juillet 1976 – 26 février 1981  | Movimiento                        | Aucune                 | Juan Carlos Ier roi d'Espagne (1975-2014) |
|     | 2           | Adolfo Suárez                      | UCD                   | 5 juillet 1976 – 26 février 1981  | Constituante (1977)               |                        | Juan Carlos Ier roi d'Espagne (1975-2014) |
| 3   | Ire (1979)  | Adolfo Suárez                      | UCD                   | 5 juillet 1976 – 26 février 1981  |                                   |                        | Juan Carlos Ier roi d'Espagne (1975-2014) |
|     | Ire (1979)  |                                    | Leopoldo Calvo-Sotelo | 1                                 | 26 février 1981 – 2 décembre 1982 | UCD                    | Juan Carlos Ier roi d'Espagne (1975-2014) |
|     |             | Felipe González                    | 1                     | 2 décembre 1982 – 5 mai 1996      | PSOE                              | IIe (1982)             | Juan Carlos Ier roi d'Espagne (1975-2014) |
| 2   | IIIe (1986) | Felipe González                    |                       | 2 décembre 1982 – 5 mai 1996      | PSOE                              |                        | Juan Carlos Ier roi d'Espagne (1975-2014) |
| 3   | IVe (1989)  | Felipe González                    |                       | 2 décembre 1982 – 5 mai 1996      | PSOE                              |                        | Juan Carlos Ier roi d'Espagne (1975-2014) |
| 4   | Ve (1993)   | Felipe González                    |                       | 2 décembre 1982 – 5 mai 1996      | PSOE                              |                        | Juan Carlos Ier roi d'Espagne (1975-2014) |
|     |             | José María Aznar                   | 1                     | 5 mai 1996 – 17 avril 2004        | PP                                | VIe (1996)             | Juan Carlos Ier roi d'Espagne (1975-2014) |
| 2   | VIIe (2000) | José María Aznar                   |                       | 5 mai 1996 – 17 avril 2004        | PP                                |                        | Juan Carlos Ier roi d'Espagne (1975-2014) |
|     |             | José Luis Rodríguez Zapatero       | 1                     | 17 avril 2004 – 21 décembre 2011  | PSOE                              | VIIIe (2004)           | Juan Carlos Ier roi d'Espagne (1975-2014) |
| 2   | IXe (2008)  | José Luis Rodríguez Zapatero       |                       | 17 avril 2004 – 21 décembre 2011  | PSOE                              |                        | Juan Carlos Ier roi d'Espagne (1975-2014) |
|     |             | Mariano Rajoy                      | 1                     | 21 décembre 2011 – 18 juin 2014   | PP                                | Xe (2011)              | Juan Carlos Ier roi d'Espagne (1975-2014) |

### Règne de Felipe VI (depuis 2014)
Le roi Felipe VI entame son règne à la suite de l'abdication de son père Juan Carlos Ier en juin 2014.
| Nom             | Nom            | Nom           | Dates du mandat | Dates du mandat            | Parti                  | Législature (élection) | Souverain (dates de règne)      |
| --------------- | -------------- | ------------- | --------------- | -------------------------- | ---------------------- | ---------------------- | ------------------------------- |
|                 |                | Mariano Rajoy | 1               | 19 juin 2014 – 2 juin 2018 | PP                     | Xe (2011)              | Felipe VI roi d'Espagne (2014-) |
| XIe (2015)      |                | Mariano Rajoy | 1               | 19 juin 2014 – 2 juin 2018 | PP                     |                        | Felipe VI roi d'Espagne (2014-) |
| 2               | XIIe (2016)    | Mariano Rajoy |                 | 19 juin 2014 – 2 juin 2018 | PP                     |                        | Felipe VI roi d'Espagne (2014-) |
|                 | XIIe (2016)    |               | Pedro Sánchez   | 1                          | 2 juin 2018 – en cours | PSOE                   | Felipe VI roi d'Espagne (2014-) |
| XIIIe (04/2019) |                |               | Pedro Sánchez   | 1                          | 2 juin 2018 – en cours | PSOE                   | Felipe VI roi d'Espagne (2014-) |
| 2               | XIVe (11/2019) |               | Pedro Sánchez   |                            | 2 juin 2018 – en cours | PSOE                   | Felipe VI roi d'Espagne (2014-) |
| 3               | XVe (2023)     |               | Pedro Sánchez   |                            | 2 juin 2018 – en cours | PSOE                   | Felipe VI roi d'Espagne (2014-) |